# Campionato d'Asia per club 1994-1995
Il Campionato d'Asia per Club 1994-95 venne vinto dal Thai Farmers Bank FC (Thailandia).

## Turno preliminare

### Asia Centrale
| Squadra             | G | V | N | P | GF | GS | DR  | Pti |
| ------------------- | - | - | - | - | -- | -- | --- | --- |
| FK Neftchy Farg'ona | 4 | 4 | 0 | 0 | 17 | 1  | +16 | 12  |
| Kopetdag Asgabat    | 4 | 3 | 0 | 1 | 11 | 3  | +8  | 9   |
| Ansat Pavlodar      | 4 | 1 | 0 | 3 | 4  | 6  | −2  | 3   |
| Sitora Dushanbe     | 4 | 1 | 0 | 3 | 4  | 15 | −11 | 3   |
| Alga Bishkek        | 4 | 1 | 0 | 3 | 2  | 13 | −11 | 3   |

| 10 agosto 1994 | Ansat Pavlodar      | 0–2 | Kopetdag Asgabat | Margilan, Uzbekistan |
| 10 agosto 1994 | FK Neftchy Farg'ona | 9–0 | Alga Bishkek     | Fergana, Uzbekistan  |
| 11 agosto 1994 | Kopetdag Asgabat    | 7–1 | Sitora Dushanbe  | Margilan, Uzbekistan |
| 11 agosto 1994 | FK Neftchy Farg'ona | 3–0 | Ansat Pavlodar   | Fergana, Uzbekistan  |
| 13 agosto 1994 | Ansat Pavlodar      | 4–0 | Sitora Dushanbe  | Margilan, Uzbekistan |
| 13 agosto 1994 | Kopetdag Asgabat    | 1–0 | Alga Bishkek     | Fergana, Uzbekistan  |
| 14 agosto 1994 | FK Neftchy Farg'ona | 2–1 | Kopetdag Asgabat | Fergana, Uzbekistan  |
| 14 agosto 1994 | Sitora Dushanbe     | 3–1 | Alga Bishkek     | Margilan, Uzbekistan |
| 16 agosto 1994 | FK Neftchy Farg'ona | 3–0 | Sitora Dushanbe  | Fergana, Uzbekistan  |
| 16 agosto 1994 | Ansat Pavlodar      | 0–1 | Alga Bishkek     | Margilan, Uzbekistan |

### Asia Meridionale
| Squadra              | G        | V        | N        | P        | GF       | GS       | DR       | Pti      |
| -------------------- | -------- | -------- | -------- | -------- | -------- | -------- | -------- | -------- |
| Mohun Bagan          | 2        | 2        | 0        | 0        | 12       | 2        | +10      | 6        |
| Club Valencia        | 2        | 1        | 0        | 1        | 3        | 8        | −5       | 3        |
| Ratnam SC            | 2        | 0        | 0        | 2        | 2        | 7        | −5       | 0        |
| Campione di Pakistan | ritirata | ritirata | ritirata | ritirata | ritirata | ritirata | ritirata | ritirata |

| 1994 | Mohun Bagan   | 7–1 | Club Valencia | Salt Lake Stadium, Calcutta, India |
| 1994 | Mohun Bagan   | 5–1 | Ratnam SC     | Salt Lake Stadium, Calcutta, India |
| 1994 | Club Valencia | 2–1 | Ratnam SC     | Salt Lake Stadium, Calcutta, India |

### Asia Sudorientale
| Squadra                  | G                     | V                     | N                     | P                     | GF                    | GS                    | DR                    | Pti                   |
| ------------------------ | --------------------- | --------------------- | --------------------- | --------------------- | --------------------- | --------------------- | --------------------- | --------------------- |
| Kota Rangers             | risultati sconosciuti | risultati sconosciuti | risultati sconosciuti | risultati sconosciuti | risultati sconosciuti | risultati sconosciuti | risultati sconosciuti | risultati sconosciuti |
| Campione di Macao        | risultati sconosciuti | risultati sconosciuti | risultati sconosciuti | risultati sconosciuti | risultati sconosciuti | risultati sconosciuti | risultati sconosciuti | risultati sconosciuti |
| Campione delle Filippine | risultati sconosciuti | risultati sconosciuti | risultati sconosciuti | risultati sconosciuti | risultati sconosciuti | risultati sconosciuti | risultati sconosciuti | risultati sconosciuti |

Tutte le partite giocate a Bandar Seri Begawan, Brunei dal 26 agosto al 30 agosto 1994

## Primo turno

### Asia Occidentale
| Squadra 1           | Totale | Squadra 2 | Andata  | Ritorno |
| ------------------- | ------ | --------- | ------- | ------- |
| Kazma SC            | 2-2    | Al-Arabi  | 2-1     | 0-1     |
| Saipa               | bye    | {{{4}}}   | {{{6}}} | {{{7}}} |
| Merbat              | bye    | {{{4}}}   | {{{6}}} | {{{7}}} |
| West Riffa          | bye    | {{{4}}}   | {{{6}}} | {{{7}}} |
| Al-Ansar            | bye    | {{{4}}}   | {{{6}}} | {{{7}}} |
| Al-Wasl             | bye    | {{{4}}}   | {{{6}}} | {{{7}}} |
| FK Neftchy Farg'ona | bye    | {{{4}}}   | {{{6}}} | {{{7}}} |
| Al-Shabab           | bye    | {{{4}}}   | {{{6}}} | {{{7}}} |

NB: Il campione di  Giordania e  Al-Ahli si ritirarono

### Asia Orientale
| Squadra 1            | Totale | Squadra 2       | Andata | Ritorno |
| -------------------- | ------ | --------------- | ------ | ------- |
| Ilhwa Chunma         | 10-4   | Kedah FA        | 5-3    | 5-1     |
| Kota Rangers         | 2-12   | Eastern AA      | 1-6    | 1-6     |
| Club Valencia        | 5-9    | Bangkok Bank FC | 3-4    | 2-5     |
| Thai Farmers Bank FC | bye    |                 |        |         |
| Mohun Bagan          | bye    |                 |        |         |
| Verdy Kawasaki       | bye    |                 |        |         |
| Pelita Jaya          | bye    |                 |        |         |
| Liaoning FC          | bye    |                 |        |         |

## Secondo turno

### Asia Occidentale
| Squadra 1  | Totale      | Squadra 2           | Andata | Ritorno |
| ---------- | ----------- | ------------------- | ------ | ------- |
| Al-Shabab  | 3-3(4-5dcr) | Al-Ansar            | 3-0    | 0-3     |
| Al-Arabi   | 9-4         | Merbat              | 5-0    | 4-4     |
| Saipa      | 3-3         | FK Neftchy Farg'ona | 2-2    | 1-1     |
| West Riffa | 3-3(3-4dcr) | Al-Wasl             | 2-1    | 1-2     |

### Asia Orientale
| Squadra 1            | Totale | Squadra 2       | Andata | Ritorno |
| -------------------- | ------ | --------------- | ------ | ------- |
| Thai Farmers Bank FC | 4-0    | Mohun Bagan     | 4-0    | n.d.1   |
| Eastern AA           | 4-6    | Verdy Kawasaki  | 1-2    | 3-4     |
| Pelita Jaya          | 1-5    | Ilhwa Chunma    | 1-1    | 0-4     |
| Liaoning FC          | 4-2    | Bangkok Bank FC | 4-1    | 0-1     |

1 Mohun Bagan rifiutò a giocare il ritorno in Malaysia, a causa dalla minaccia di malattie in India

## Quarti di finale

### Asia Occidentale
| Squadra             | G | V | N | P | GF | GS | DR | Pti |
| ------------------- | - | - | - | - | -- | -- | -- | --- |
| FK Neftchy Farg'ona | 3 | 1 | 1 | 1 | 6  | 4  | +2 | 4   |
| Al-Arabi            | 3 | 1 | 1 | 1 | 3  | 3  | 0  | 4   |
| Al-Wasl             | 3 | 1 | 1 | 1 | 4  | 6  | −2 | 4   |
| Al-Ansar            | 3 | 0 | 3 | 0 | 4  | 4  | 0  | 3   |

Doha, Qatar.
|  | Al Arabi            | 1–2 | Al-Wasl             |
|  | FK Neftchy Farg'ona | 2–2 | Al-Ansar            |
|  | FK Neftchy Farg'ona | 4–1 | Al-Wasl             |
|  | Al Arabi            | 1–1 | Al-Ansar            |
|  | Al Arabi            | 1–0 | FK Neftchy Farg'ona |
|  | Al-Wasl             | 1–1 | Al-Ansar            |

### Asia Orientale
| Squadra              | G | V | N | P | GF | GS | DR | Pti |
| -------------------- | - | - | - | - | -- | -- | -- | --- |
| Ilhwa Chunma         | 3 | 3 | 0 | 0 | 7  | 2  | +5 | 9   |
| Thai Farmers Bank FC | 3 | 1 | 0 | 2 | 3  | 3  | 0  | 3   |
| Verdy Kawasaki       | 3 | 1 | 0 | 2 | 3  | 5  | −2 | 3   |
| Liaoning FC          | 3 | 1 | 0 | 2 | 2  | 5  | −3 | 3   |

Changwon, Corea del Sud.
|  | Ilhwa Chunma   | 3–1 | Verdy Kawasaki                  |
|  | Liaoning FC    | 0–2 | Thai Farmers Bank Football Club |
|  | Ilhwa Chunma   | 3–1 | Liaoning FC                     |
|  | Verdy Kawasaki | 2–1 | Thai Farmers Bank Football Club |
|  | Ilhwa Chunma   | 1–0 | Thai Farmers Bank Football Club |
|  | Verdy Kawasaki | 0–1 | Liaoning FC                     |

## Semifinali
| Thailandia 27 gennaio 1995 | Al-Arabi | 2 – 0 | Ilhwa Chunma | Bangkok |

| Thailandia 27 gennaio 1995 | Thai Farmers Bank FC | 2 – 2 (dts, 3 dcr 2) | FK Neftchy Farg'ona | Bangkok |

## Finale 3º-4º posto
| Thailandia 29 gennaio 1995                                  | FK Neftchy Farg'ona | 1 – 0 | Ilhwa Chunma | Bangkok |
| \| \| \| \| \| Ravshan Bazarov 66’(rig.) \| Marcatori \| \| |                     |       |              |         |
|                                                             |                     |       |              |         |
| Ravshan Bazarov 66’(rig.)                                   | Marcatori           |       |              |         |

## Finale
| Thailandia 29 gennaio 1995                                | Thai Farmers Bank FC | 1 – 0 | Al-Arabi | Bangkok |
| \| \| \| \| \| Natipong Sritong In 82’ \| Marcatori \| \| |                      |       |          |         |
|                                                           |                      |       |          |         |
| Natipong Sritong In 82’                                   | Marcatori            |       |          |         |

## Campioni
| Asian Club Championship 1994-95 Thai Farmers Bank FC Secondo Titolo |

## Fonti
- RSSSF, su rsssf.com.